# 派克 (印第安納州)
派克（英語：Pike）是位於美國印地安納州布恩縣的一個非建制地區。該地的面積和人口皆未知。

## 地理
派克的座標為40°07′27″N 86°28′55″W / 40.12417°N 86.48194°W，而該地的平均海拔高度為279米（即915英尺）。